# Morti il 4 dicembre
| Questa pagina contiene informazioni ricavate automaticamente dalle voci biografiche con l'ausilio del template Bio e di un bot. L'aggiornamento è periodico e automatico e ricostruisce completamente la pagina. Se manca una persona in questa lista, sei pregato di non aggiungerla, ma accertati piuttosto che la sua voce biografica contenga il template Bio e che i dati anagrafici siano correttamente compilati. Se il template Bio manca, inseriscilo tu stesso o, in alternativa, metti l'avviso {{tmp\|Bio}} che ne segnala la mancanza. Se i dati riportati sono sbagliati, correggi direttamente la voce biografica; le modifiche saranno visibili in questa lista entro pochi giorni. Per chiarimenti vedi il progetto biografie. La lista contiene solo le 542 persone che sono citate nell'enciclopedia e per le quali è stato implementato correttamente il template Bio. Pagina aggiornata al 17 ago 2025. |

## VII secolo(1)
- 656 - Al-Zubayr ibn al-Awwam, politico arabo (n. 594)

## VIII secolo(2)
- 749 - Giovanni Damasceno, teologo siriano
- 771 - Carlomanno I, sovrano (n. 751)

## IX secolo(1)
- 811 - Carlo il Giovane, re franco

## XI secolo(2)
- 1075 - Annone II di Colonia, vescovo e santo tedesco
- 1093 - Anselmo III da Rho, arcivescovo cattolico italiano

## XII secolo(6)
- 1122 - Enrico V di Carinzia, nobile tedesco
- 1128 - Enrico II della marca del Nord, nobile tedesco (n. 1102)
- 1131 - ʿUmar Khayyām, matematico, astronomo e poeta persiano (n. 1048)
- 1133 - Bernardo degli Uberti, cardinale e vescovo cattolico italiano (n. 1060)
- 1137 - Lotario II di Supplimburgo, re (n. 1075)
- 1139 - Roger di Salisbury, vescovo cattolico britannico

## XIII secolo(6)
- 1214 - Guglielmo I di Scozia, re scozzese
- 1240 - Costanza d'Ungheria, nobile ungherese (n. 1180)
- 1242 - Abd al-Wahid II, califfo berbero
- 1245 - Cristiano di Prussia, vescovo e missionario tedesco
- 1270 - Tebaldo II di Navarra, conte
- 1289 - Pier Pettinaio, religioso e mercante italiano

## XIV secolo(5)
- 1334 - Papa Giovanni XXII, papa, arcivescovo cattolico e cardinale francese
- 1369 - Amedeo IV di Ginevra, nobile
- 1371 - Rinaldo III di Gheldria, duca (n. 1333)
- 1371 - Stefano Uroš V di Serbia, sovrano serbo
- 1393 - Federico di Baviera-Landshut, duca tedesco (n. 1339)

## XV secolo(8)
- 1404 - Cristoforo Maroni, cardinale e vescovo cattolico italiano
- 1405 - Gilabert de Próixita, trovatore e poeta spagnolo (n. 1370)
- 1408 - Valentina Visconti, nobile (n. 1371)
- 1439 - Giorgio Corner, politico e militare italiano (n. 1374)
- 1442 - Andrea Redusi, funzionario, diplomatico e militare italiano
- 1456 - Carlo I di Borbone, nobile (n. 1401)
- 1459 - Adolfo VIII di Schaumburg, nobile (n. 1401)
- 1460 - Guarino Veronese, poeta e umanista italiano (n. 1374)

## XVI secolo(8)
- 1505 - Gennadio di Novgorod, monaco cristiano, arcivescovo ortodosso e santo russo (n. 1410)
- 1552 - Marco Barbavara, nobile e politico italiano
- 1553 - Annibale Lucio, poeta e drammaturgo croato
- 1559 - Girolamo Dandini, cardinale e vescovo cattolico italiano (n. 1509)
- 1560 - Jean Bertrand, cardinale francese (n. 1482)
- 1563 - Laura Lanza, nobile italiana (n. 1529)
- 1574 - Georg Joachim Rheticus, matematico e astronomo austriaco (n. 1514)
- 1594 - Domingo de Salazar, vescovo cattolico spagnolo (n. 1512)

## XVII secolo(21)
- 1603 - Maarten de Vos, pittore fiammingo (n. 1532)
- 1615 - Katakura Kagetsuna, militare giapponese (n. 1557)
- 1623 - Girolamo De Angelis, missionario e gesuita italiano (n. 1567)
- 1627 - Antoine Stockalper, politico svizzero (n. 1609)
- 1628 - Thomas Platter il Giovane, medico svizzero (n. 1574)
- 1629 - Grazio Cossali, pittore italiano (n. 1563)
- 1637 - Nicholas Ferrar, politico britannico (n. 1592)
- 1642 - Armand-Jean du Plessis de Richelieu, cardinale, politico e vescovo cattolico francese (n. 1585)
- 1645 - Francesco Giarratana, religioso italiano (n. 1570)
- 1649 - William Drummond di Hawthornden, poeta e storico scozzese (n. 1585)
- 1649 - John Egerton, I conte di Bridgewater, nobile e politico inglese (n. 1579)
- 1654 - Francesco Fieravino, pittore italiano (n. 1611)
- 1656 - Luigi Grimani, vescovo cattolico italiano
- 1667 - Michel Lasne, incisore e disegnatore francese (n. 1590)
- 1670 - Emilia di Oldenburg, nobile tedesca (n. 1614)
- 1679 - Thomas Hobbes, filosofo inglese (n. 1588)
- 1680 - Thomas Bartholin, anatomista danese (n. 1616)
- 1680 - Petronio Franceschini, compositore e violoncellista italiano (n. 1651)
- 1681 - Maurizio di Sassonia-Zeitz, nobile tedesco (n. 1619)
- 1689 - Saliha Dilaşub Sultan, serba
- 1696 - Meishō, imperatore giapponese (n. 1624)

## XVIII secolo(23)
- 1702 - Giovanni Maria Pagliardi, compositore italiano (n. 1637)
- 1704 - Marco Cremosano, storico italiano (n. 1611)
- 1713 - Giovanni Battista Fassola, scrittore e storico italiano (n. 1648)
- 1715 - Carlo Giuseppe di Lorena, arcivescovo cattolico tedesco (n. 1680)
- 1717 - Pierre Boucher, esploratore francese (n. 1622)
- 1727 - Sofia Guglielmina di Sassonia-Coburgo-Saalfeld, principessa (n. 1693)
- 1732 - John Gay, poeta e drammaturgo britannico (n. 1685)
- 1738 - Sebastiano Cipriani, architetto italiano
- 1756 - Amand von Buseck, vescovo cattolico e abate tedesco (n. 1685)
- 1767 - Arcangelo Leanti, storico e letterato italiano (n. 1701)
- 1770 - John Perceval, II conte di Egmont, politico inglese (n. 1711)
- 1770 - Antonio Zanon, imprenditore, agronomo e economista italiano (n. 1696)
- 1772 - Jean-Michel Chevotet, architetto francese (n. 1698)
- 1772 - Dovber di Mezeritch, rabbino ucraino
- 1773 - Anton Losenko, pittore ucraina (n. 1737)
- 1776 - Pietro Gradenigo, storico italiano (n. 1695)
- 1780 - Pietro Colonna Pamphili, cardinale e arcivescovo cattolico italiano (n. 1725)
- 1793 - Marcantonio Colonna, cardinale italiano (n. 1724)
- 1793 - Armand de Kersaint, ammiraglio e politico francese (n. 1742)
- 1794 - Giovanni Meneghetti, violinista e compositore italiano
- 1795 - Paolo Francesco Antamori, cardinale e vescovo cattolico italiano (n. 1712)
- 1795 - Eugenio di Sassonia-Hildburghausen, principe e generale (n. 1730)
- 1798 - Luigi Galvani, fisiologo, fisico e anatomista italiano (n. 1737)

## XIX secolo(58)
- 1808 - Carl Ludwig Fernow, critico d'arte e scrittore tedesco (n. 1763)
- 1813 - Luigi Lamberti, poeta, scrittore e traduttore italiano (n. 1759)
- 1818 - Francesco Fontani, filologo, archeologo e numismatico italiano (n. 1748)
- 1819 - Michele Bassi, politico italiano (n. 1764)
- 1822 - Friedrich Schlichtegroll, filologo, numismatico e giornalista tedesco (n. 1765)
- 1828 - Robert Banks Jenkinson, II conte di Liverpool, politico inglese (n. 1770)
- 1830 - William Branch Giles, politico statunitense (n. 1762)
- 1836 - Richard Westall, pittore britannico (n. 1765)
- 1839 - Samuel Butler, vescovo anglicano, filologo classico e pedagogista inglese (n. 1774)
- 1844 - Aleksandr Nikolaevič Golicyn, politico e mistico russo (n. 1773)
- 1846 - François Roguet, generale francese (n. 1770)
- 1846 - Anton Schröfl, basso tedesco (n. 1774)
- 1848 - Joseph Mohr, prete austriaco (n. 1792)
- 1849 - Georg Frederik Ursin, matematico danese (n. 1797)
- 1850 - William Sturgeon, fisico e inventore britannico (n. 1783)
- 1851 - Thomas Howard, XVI conte di Suffolk, nobile e politico britannico (n. 1776)
- 1852 - Massimiliano Garuglieri, fantino italiano (n. 1813)
- 1853 - Gaetano Palmaroli, pittore e incisore italiano (n. 1800)
- 1854 - Giorgio Bellono, magistrato e politico italiano (n. 1809)
- 1854 - Francesco Antonio Bianchini, avvocato e storiografo italiano (n. 1774)
- 1854 - Stepan Filippovič Galaktionov, incisore, litografo e pittore russo (n. 1779)
- 1859 - Giovanni Minoli, patriota italiano (n. 1847)
- 1860 - Agathon Benary, filologo classico e linguista tedesco (n. 1807)
- 1860 - Friedrich Ludwig Meissner, ginecologo e pediatra tedesco (n. 1796)
- 1860 - Leopoldo di Borbone-Due Sicilie, principe (n. 1813)
- 1862 - Sergej Ivanovič Gagarin, nobile, politico e diplomatico russo (n. 1777)
- 1862 - Henry Thomas Hope, politico britannico (n. 1807)
- 1862 - Tej Singh, militare indiano (n. 1799)
- 1864 - Federico Augusto di Anhalt-Dessau, principe tedesco (n. 1799)
- 1865 - Fanny Brawne, scrittrice inglese (n. 1800)
- 1865 - Adolph Kolping, presbitero tedesco (n. 1813)
- 1865 - Agostino Saccozzi, generale italiano (n. 1790)
- 1867 - Giovanni Gnifetti, alpinista e presbitero italiano (n. 1801)
- 1867 - Constance Nantier-Didiée, mezzosoprano francese (n. 1831)
- 1867 - Sophie Rude, pittrice francese (n. 1797)
- 1867 - Engelbert Sterckx, cardinale e arcivescovo cattolico belga (n. 1792)
- 1869 - Gerolamo Berlinguer, militare italiano (n. 1792)
- 1872 - Friedrich Bürklein, architetto tedesco (n. 1813)
- 1875 - Charles La Trobe, politico britannico (n. 1801)
- 1876 - Giuseppe Pasolini, nobile e politico italiano (n. 1815)
- 1876 - Robert B. Wormald, scacchista e compositore di scacchi britannico (n. 1834)
- 1879 - William Clayton, presbitero statunitense (n. 1814)
- 1880 - Ludovico Ideo, vescovo cattolico italiano (n. 1811)
- 1881 - Judson Kilpatrick, generale e politico statunitense (n. 1836)
- 1882 - Virginio Vespignani, architetto italiano (n. 1808)
- 1884 - Henry Perrin Coon, politico, insegnante e medico statunitense (n. 1822)
- 1885 - Vincenzo Dorsa, scrittore italiano (n. 1823)
- 1886 - Natalis de Wailly, archivista, bibliotecario e storico francese (n. 1805)
- 1887 - Luciano Banchi, politico e archivista italiano (n. 1837)
- 1891 - Frederick Whitaker, politico neozelandese (n. 1812)
- 1893 - Eugenio Ruspoli, esploratore italiano (n. 1866)
- 1893 - John Tyndall, fisico irlandese (n. 1820)
- 1896 - Giacomo Natoli, politico italiano (n. 1846)
- 1897 - Adolf Neuendorff, compositore, pianista e violinista tedesco (n. 1843)
- 1898 - Théodore Caruel, botanico italiano (n. 1830)
- 1899 - Georg Krukenberg, ginecologo tedesco (n. 1856)
- 1900 - Giovanni Battista Bosdari, politico italiano (n. 1848)
- 1900 - Wilhelm Leibl, pittore tedesco (n. 1844)

## XX secolo(267)
- 1901 - Giovanni Battista Bongiorno, vescovo cattolico italiano (n. 1830)
- 1901 - William MacCormac, chirurgo britannico (n. 1836)
- 1902 - Charles Dow, giornalista statunitense (n. 1851)
- 1902 - Ludwig Kumlien, ornitologo statunitense (n. 1853)
- 1902 - Carl Nicoladoni, chirurgo austriaco (n. 1847)
- 1904 - Cristiano Banti, pittore italiano (n. 1824)
- 1905 - Hans Schmaus, patologo tedesco (n. 1862)
- 1906 - Cesare Sanguinetti, avvocato e politico italiano (n. 1854)
- 1906 - Antonio Tosi, patriota italiano (n. 1828)
- 1907 - Luis Sáenz Peña, politico e avvocato argentino (n. 1822)
- 1908 - Leopoldo Toniolo, pittore italiano (n. 1833)
- 1909 - Alessandro Fortis, politico e militare italiano (n. 1841)
- 1909 - Maria d'Orléans, nobile francese (n. 1865)
- 1912 - Archibald Gracie IV, scrittore statunitense (n. 1859)
- 1915 - Edmund Bury, tennista britannico (n. 1884)
- 1915 - Gustav Hollaender, violinista, direttore d'orchestra e compositore tedesco (n. 1855)
- 1916 - Georg Heiß, calciatore austriaco (n. 1897)
- 1917 - Giovanni Bertacchi, militare italiano (n. 1894)
- 1917 - Carlo Ederle, militare italiano (n. 1892)
- 1917 - Maria Fassnauer, circense italiana (n. 1879)
- 1917 - Guido Maifreni, militare italiano (n. 1894)
- 1917 - Giuseppe Mancini, militare italiano (n. 1893)
- 1917 - Giacomo Pallotti, militare italiano (n. 1897)
- 1917 - Francesco Rossi, militare italiano (n. 1888)
- 1918 - Angelo Berardi, aviatore e militare italiano (n. 1887)
- 1918 - Marie Bonnevial, insegnante e attivista francese (n. 1841)
- 1918 - Vincenzo Cervello, medico italiano (n. 1854)
- 1918 - Victor Léonard Michiel, generale belga (n. 1851)
- 1919 - Giuseppe Bertani, sindacalista e politico italiano (n. 1873)
- 1919 - Henry De Thierry, imprenditore e dirigente sportivo britannico (n. 1839)
- 1920 - Frank Bigelow Tarbell, grecista, archeologo e docente statunitense (n. 1853)
- 1921 - Michael Felix Korum, vescovo cattolico tedesco (n. 1840)
- 1923 - Maurice Barrès, scrittore e politico francese (n. 1862)
- 1923 - Raffaele Esposito, cuoco italiano (n. 1850)
- 1923 - Viktor Sergeevič Kočubej, generale russo (n. 1860)
- 1924 - Cipriano Castro, politico venezuelano (n. 1858)
- 1924 - René de La Tour du Pin, politico e militare francese (n. 1834)
- 1925 - Pietro Capaldo, politico italiano (n. 1845)
- 1925 - Arnaldo Ferraguti, pittore, incisore e illustratore italiano (n. 1862)
- 1926 - Hugh Fay, attore e regista cinematografico statunitense (n. 1882)
- 1926 - Ivana Kobilca, pittrice slovena (n. 1861)
- 1926 - Gian Luca Zanetti, avvocato, giornalista e editore italiano (n. 1872)
- 1927 - Sascha Kolowrat-Krakowsky, produttore cinematografico austriaco (n. 1886)
- 1928 - Delina Filkins, supercentenaria statunitense (n. 1815)
- 1929 - Baldassarre Squitti, politico italiano (n. 1859)
- 1930 - Manfred Noa, regista, scenografo e produttore cinematografico tedesco (n. 1893)
- 1931 - Lino Domeneghini, sindacalista e politico italiano (n. 1899)
- 1931 - Georg Johann Pfeffer, zoologo tedesco (n. 1854)
- 1932 - Gustav Meyrink, scrittore, traduttore e banchiere austriaco (n. 1868)
- 1933 - Stefan George, poeta tedesco (n. 1868)
- 1933 - Billy George, calciatore inglese (n. 1874)
- 1934 - Albert Besnard, pittore e incisore francese (n. 1849)
- 1934 - Adrien de Gerlache, esploratore belga (n. 1866)
- 1935 - Charles Robert Richet, medico e fisiologo francese (n. 1850)
- 1936 - Charles LeGeyt Fortescue, ingegnere canadese (n. 1876)
- 1936 - Muhammad Jalaluddin Khan, principe indiano (n. 1889)
- 1936 - Alberto Pironti, magistrato e politico italiano (n. 1867)
- 1937 - Rodolfo Falvo, musicista italiano (n. 1873)
- 1937 - Ralph Lewis, attore statunitense (n. 1872)
- 1937 - Erich Lexer, chirurgo tedesco (n. 1867)
- 1937 - Achille Schelstraete, calciatore belga (n. 1897)
- 1938 - Franz Riklin, psichiatra e pittore svizzero (n. 1878)
- 1938 - Ray Ruddy, nuotatore e pallanuotista statunitense (n. 1911)
- 1939 - Agostino Aldi, pittore italiano (n. 1860)
- 1939 - Wu Peifu, generale e politico cinese (n. 1874)
- 1940 - Carl Poppe, calciatore norvegese (n. 1894)
- 1941 - Amalia Guglielminetti, scrittrice e poetessa italiana (n. 1881)
- 1941 - Francesco Kirn, militare italiano (n. 1907)
- 1942 - Juhan Kukk, politico e economista estone (n. 1885)
- 1942 - Evgenij Kuzmič Lazarev, militare sovietico (n. 1918)
- 1942 - Fritz Löhner-Beda, librettista e scrittore austriaco (n. 1883)
- 1943 - Pietro Acciarito, anarchico italiano (n. 1871)
- 1943 - Juan Estefanía, imprenditore spagnolo (n. 1884)
- 1943 - Mario Fioretti, magistrato italiano (n. 1913)
- 1943 - Giorgio Issel, partigiano italiano (n. 1919)
- 1943 - Ernst Nachmanson, filologo classico e grecista svedese (n. 1877)
- 1943 - Camillo Olivetti, ingegnere e imprenditore italiano (n. 1868)
- 1944 - Licinio Barzanti, pittore italiano (n. 1857)
- 1944 - Roger Bresnahan, giocatore di baseball e allenatore di baseball statunitense (n. 1879)
- 1944 - Henri Luciri, cestista, allenatore di pallacanestro e arbitro di pallacanestro svizzero (n. 1908)
- 1944 - Ikuo Oishi, regista, animatore e direttore della fotografia giapponese (n. 1901)
- 1944 - Ettore Ramires, partigiano italiano (n. 1923)
- 1945 - Thomas Hunt Morgan, genetista e biologo statunitense (n. 1866)
- 1945 - Vicente Priante, vescovo cattolico brasiliano (n. 1883)
- 1945 - Richárd Weisz, lottatore ungherese (n. 1879)
- 1946 - Maria de la Paz di Borbone-Spagna, principessa spagnola (n. 1862)
- 1946 - Ernst Kornemann, storico tedesco (n. 1868)
- 1946 - Eino Saastamoinen, ginnasta finlandese (n. 1887)
- 1947 - Pietro Baratono, prefetto e politico italiano (n. 1884)
- 1948 - Frank Albert Benford, fisico e ingegnere statunitense (n. 1883)
- 1949 - Vivian Edwards, attrice statunitense (n. 1896)
- 1949 - Ivar Lykke, politico norvegese (n. 1872)
- 1950 - Jesse L. Brown, ufficiale statunitense (n. 1926)
- 1951 - Harry Allen, attore australiano (n. 1877)
- 1951 - Pedro Salinas, poeta spagnolo (n. 1891)
- 1952 - Giuseppe Antonio Borgese, germanista, giornalista e critico letterario italiano (n. 1882)
- 1952 - Giuseppe Daodice, generale italiano (n. 1882)
- 1952 - Alberto Fava, ingegnere italiano (n. 1877)
- 1952 - Giuseppe Monnanni, editore, scrittore e anarchico italiano (n. 1887)
- 1952 - Karen Horney, psichiatra e psicoanalista tedesca (n. 1885)
- 1952 - Giuseppe Manni, generale italiano (n. 1881)
- 1953 - Curio Barbasetti di Prun, generale italiano (n. 1885)
- 1953 - Mario Gestri, ciclista su strada italiano (n. 1924)
- 1953 - Daniel Gregory Mason, compositore e critico musicale statunitense (n. 1873)
- 1954 - Giovanni Calabria, presbitero italiano (n. 1873)
- 1954 - Daniele Schmiedt, pittore e grafico italiano (n. 1888)
- 1954 - Segundo Storni, ammiraglio e politico argentino (n. 1876)
- 1954 - Mario Giovanni Tolleri, vetraio e pittore italiano (n. 1888)
- 1955 - Ottavio Tiby, etnomusicologo e pubblicista italiano (n. 1891)
- 1957 - Lauro Chiazzese, giurista e politico italiano (n. 1903)
- 1957 - José Alves Correia da Silva, vescovo cattolico portoghese (n. 1872)
- 1957 - Naciye Sultan, principessa ottomana (n. 1896)
- 1957 - Arturo Gramajo, bobbista argentino (n. 1897)
- 1957 - John Lavarack, generale e politico australiano (n. 1885)
- 1957 - Linda Murri, italiana (n. 1871)
- 1958 - José María Caro Rodríguez, cardinale e arcivescovo cattolico cileno (n. 1866)
- 1958 - Victor Fontoynont, presbitero, grecista e teologo francese (n. 1880)
- 1958 - Giulio Gra, ingegnere e architetto italiano (n. 1900)
- 1958 - Johan Scheel, compositore di scacchi norvegese (n. 1889)
- 1959 - Hubert Marischka, tenore, regista e sceneggiatore austriaco (n. 1882)
- 1959 - Amerigo Ruggiero, giornalista, scrittore e veterinario italiano (n. 1878)
- 1960 - Walter Goehr, compositore e direttore d'orchestra tedesco (n. 1903)
- 1960 - Konrad Huber, tiratore a volo finlandese (n. 1892)
- 1960 - Alberto Pignattelli, calciatore italiano (n. 1906)
- 1961 - Frank Forman, calciatore inglese (n. 1875)
- 1961 - Tsuda Sōkichi, storico e docente giapponese (n. 1873)
- 1962 - Pontus Hanson, pallanuotista e nuotatore svedese (n. 1884)
- 1962 - Francesco Spirito, medico italiano (n. 1885)
- 1962 - Pietro Tomasi della Torretta, nobile, diplomatico e politico italiano (n. 1873)
- 1963 - Robert Hamer, regista e sceneggiatore britannico (n. 1911)
- 1964 - Ludwig Flamm, fisico austriaco (n. 1885)
- 1964 - Alexander Kerr, esploratore, ingegnere e militare britannico (n. 1892)
- 1964 - Pina Pellicer, attrice cinematografica messicana (n. 1934)
- 1964 - Vera Schwarz, soprano croato (n. 1889)
- 1966 - Crahan Denton, attore statunitense (n. 1914)
- 1967 - Pierre Jeanneret, architetto, designer e urbanista svizzero (n. 1896)
- 1967 - Daniel Jones, linguista britannico (n. 1881)
- 1967 - Bert Lahr, attore statunitense (n. 1895)
- 1967 - Algeri Marino, ingegnere italiano (n. 1894)
- 1967 - Angiolo Orvieto, poeta italiano (n. 1869)
- 1967 - Sarah Padden, attrice inglese (n. 1881)
- 1967 - Oswald Rothaug, giurista tedesco (n. 1897)
- 1967 - Luigi di Borbone-Parma, principe (n. 1899)
- 1968 - Archie Mayo, regista e attore teatrale statunitense (n. 1891)
- 1969 - Fred Hampton, attivista statunitense (n. 1948)
- 1969 - Karl Kaufmann, politico e militare tedesco (n. 1900)
- 1969 - Sidney Meyers, regista, montatore e musicista statunitense (n. 1906)
- 1969 - Alceo Toni, compositore e musicologo italiano (n. 1884)
- 1970 - Antanas Impulevičius, militare lituano (n. 1907)
- 1970 - Casimiro Piccolo, pittore, esoterista e sensitivo italiano (n. 1894)
- 1970 - Augusto Rangone, allenatore di calcio, dirigente sportivo e giornalista italiano (n. 1885)
- 1970 - Henri Rolland, storico, numismatico e archeologo francese (n. 1887)
- 1971 - Bernard Bruyère, egittologo francese (n. 1879)
- 1971 - Al Ferguson, attore e regista irlandese (n. 1888)
- 1971 - Ronald Sydney Nyholm, chimico australiano (n. 1917)
- 1972 - Leo Garavaglia, attore italiano (n. 1896)
- 1972 - Cynthia Hamilton, nobildonna britannica (n. 1897)
- 1972 - Pietro Mannelli, generale italiano (n. 1896)
- 1972 - Johan Rühl, pallanuotista olandese (n. 1885)
- 1973 - Lauri Lehtinen, mezzofondista finlandese (n. 1908)
- 1973 - Michael O'Shea, attore statunitense (n. 1906)
- 1974 - Lee Kinsolving, attore statunitense (n. 1938)
- 1974 - Emanuel Schäfer, militare e agente segreto tedesco (n. 1900)
- 1975 - Hannah Arendt, storica, filosofa e politologa tedesca (n. 1906)
- 1975 - Guerrino Tomasoni, ciclista su strada italiano (n. 1918)
- 1976 - Giuseppe Bertuzzi, calciatore italiano (n. 1906)
- 1976 - Tommy Bolin, chitarrista statunitense (n. 1951)
- 1976 - Benjamin Britten, compositore, direttore d'orchestra e pianista britannico (n. 1913)
- 1976 - Edmondo Della Valle, calciatore italiano (n. 1904)
- 1976 - Clara Horton, attrice statunitense (n. 1904)
- 1976 - Abd Allah bin Abd al-Rahman Al Sa'ud, principe saudita (n. 1893)
- 1977 - Manuel Basté, pallanuotista spagnolo (n. 1899)
- 1977 - Angelo De Marco, giurista, magistrato e costituzionalista italiano (n. 1902)
- 1977 - André Eglevskij, ballerino russo (n. 1917)
- 1977 - Leila Hyams, attrice statunitense (n. 1905)
- 1977 - Sijtse Jansma, tiratore di fune olandese (n. 1898)
- 1978 - Henrique Ben David, calciatore portoghese (n. 1926)
- 1978 - Loring Coes Junior, chimico statunitense (n. 1915)
- 1978 - Rino Erler, militare italiano (n. 1913)
- 1978 - Samuel Abraham Goudsmit, fisico olandese (n. 1902)
- 1978 - Sverre Nordby, calciatore norvegese (n. 1910)
- 1978 - Rudolf Svensson, lottatore svedese (n. 1899)
- 1979 - Maurice Dorléac, attore francese (n. 1901)
- 1979 - Liam Gogan, poeta irlandese (n. 1891)
- 1979 - Robert Karnes, attore statunitense (n. 1917)
- 1979 - Walther Müller, fisico tedesco (n. 1905)
- 1980 - Jenő Brandi, pallanuotista ungherese (n. 1913)
- 1980 - Gösta Cederlund, attore e regista svedese (n. 1888)
- 1980 - Francisco Sá Carneiro, politico portoghese (n. 1934)
- 1980 - Stanisława Walasiewicz, velocista, lunghista e discobola polacca (n. 1911)
- 1981 - Karl Gilg, scacchista cecoslovacco (n. 1901)
- 1981 - Zoilo Saldombide, calciatore uruguaiano (n. 1903)
- 1981 - Raoul Verdini, disegnatore, illustratore e giornalista italiano (n. 1899)
- 1983 - Alfonso Crippa, ciclista su strada italiano (n. 1905)
- 1983 - Jack Kerris, cestista statunitense (n. 1925)
- 1983 - Domenico Magrì, politico italiano (n. 1903)
- 1983 - Ong Kiat Guan, cestista singaporiano
- 1983 - Anthony Rumbold, diplomatico inglese (n. 1911)
- 1983 - Alf Simensen, calciatore norvegese (n. 1896)
- 1984 - Seymour Fogel, pittore e scultore statunitense (n. 1911)
- 1984 - Elio Torriani, calciatore italiano (n. 1922)
- 1984 - Ștefan Voitec, giornalista e politico rumeno (n. 1900)
- 1985 - Dina De Santis, attrice cinematografica italiana (n. 1943)
- 1985 - Roger Leenhardt, regista, attore e produttore cinematografico francese (n. 1903)
- 1986 - Domenico Attianese, poliziotto italiano (n. 1941)
- 1986 - Sereno Gianesello, allenatore di calcio e calciatore italiano (n. 1912)
- 1987 - William Henry Burt, zoologo statunitense (n. 1903)
- 1987 - Pericle Fazzini, artista, scultore e pittore italiano (n. 1913)
- 1987 - Carmelo Ganci, militare italiano (n. 1964)
- 1987 - Rouben Mamoulian, regista armeno (n. 1897)
- 1987 - Alessandro Melchiori, politico, editorialista e militare italiano (n. 1901)
- 1987 - Constantin Noica, filosofo, saggista e scrittore romeno (n. 1909)
- 1987 - Luciano Pignatelli, militare italiano (n. 1963)
- 1987 - Giorgio Prodi, oncologo, filosofo e scrittore italiano (n. 1928)
- 1987 - Meinrad von Lauchert, generale tedesco (n. 1905)
- 1988 - David Trench, diplomatico inglese (n. 1915)
- 1988 - Alberto Uria, pilota automobilistico uruguaiano (n. 1924)
- 1988 - Natale Vecchi, lottatore italiano (n. 1917)
- 1988 - Joseph Zimmermann, vescovo cattolico e missionario svizzero (n. 1923)
- 1989 - Angelo Ruggiero, mafioso statunitense (n. 1940)
- 1989 - May Swenson, poetessa, drammaturga e traduttrice statunitense (n. 1913)
- 1990 - Edward Binns, attore statunitense (n. 1916)
- 1990 - Emanuele Samek Lodovici, politico e patologo italiano (n. 1900)
- 1990 - Salvatore Pirisi, pittore italiano (n. 1927)
- 1990 - Naoto Tajima, triplista e lunghista giapponese (n. 1912)
- 1991 - Cliff Bastin, calciatore inglese (n. 1912)
- 1991 - Moysés Baumstein, artista brasiliano (n. 1931)
- 1991 - Robert Nünlist, ufficiale svizzero (n. 1911)
- 1992 - Raoul Greiner, calciatore italiano (n. 1901)
- 1992 - Roel Wiersma, calciatore olandese (n. 1932)
- 1993 - Giuseppe Alaimo, giornalista e scrittore italiano (n. 1924)
- 1993 - Stanley Green, attivista britannico (n. 1915)
- 1993 - Margaret Landon, scrittrice statunitense (n. 1903)
- 1993 - Roy Vernon, calciatore gallese (n. 1937)
- 1993 - Frank Zappa, compositore, chitarrista e cantante statunitense (n. 1940)
- 1994 - Geoffrey Rudolph Elton, storico britannico (n. 1921)
- 1994 - Rudolf Hruska, ingegnere austriaco (n. 1915)
- 1994 - Julio Ramón Ribeyro, scrittore peruviano (n. 1929)
- 1994 - István Timár, canoista ungherese (n. 1940)
- 1995 - Giorgio Bocchino, schermidore italiano (n. 1913)
- 1995 - Francesco Brunetti, scultore italiano (n. 1941)
- 1995 - Lionel Giroux, wrestler canadese (n. 1935)
- 1995 - Jules Monnerot, sociologo e giornalista francese (n. 1908)
- 1995 - Robert Parrish, regista, montatore e attore statunitense (n. 1916)
- 1996 - Willard Parker, attore statunitense (n. 1912)
- 1997 - Joe Brown, pugile statunitense (n. 1926)
- 1997 - Giuseppe Fragomeni, musicista italiano (n. 1923)
- 1997 - Alberto Manzi, docente, pedagogista e scrittore italiano (n. 1924)
- 1997 - Fabio Monti, arbitro di calcio italiano (n. 1928)
- 1997 - Richard Vernon, attore britannico (n. 1925)
- 1997 - Joseph Wolpe, psichiatra, psicoterapeuta e psicologo sudafricano (n. 1915)
- 1998 - Anna Bonivardi, partigiana italiana (n. 1904)
- 1999 - Umberto Bisi, partigiano e politico italiano (n. 1923)
- 1999 - Hans Günther Aach, botanico tedesco (n. 1919)
- 1999 - Nilde Iotti, politica e partigiana italiana (n. 1920)
- 1999 - Susan Partridge, tennista britannica (n. 1930)
- 1999 - Leighton Durham Reynolds, filologo classico e latinista britannico (n. 1930)
- 1999 - Edward Vesala, batterista finlandese (n. 1945)
- 1999 - Alick Donald Walker, paleontologo britannico (n. 1925)
- 2000 - Henck Arron, politico surinamese (n. 1936)
- 2000 - H. C. Artmann, scrittore e poeta austriaco (n. 1921)
- 2000 - Colin Cowdrey, crickettista inglese (n. 1932)
- 2000 - Giulio De Angelis, saggista e traduttore italiano (n. 1925)
- 2000 - Ansgar Elde, artista svedese (n. 1933)
- 2000 - Gisela Gresser, scacchista statunitense (n. 1906)
- 2000 - Puntillita, cantante cubano (n. 1927)
- 2000 - Gabi Neumark, cestista israeliano (n. 1946)

## XXI secolo(134)
- 2001 - Silvio Clementelli, produttore cinematografico italiano (n. 1926)
- 2001 - Maria Francesca di Savoia, principessa italiana (n. 1914)
- 2001 - Johnny Townsend, cestista statunitense (n. 1916)
- 2002 - Noémia de Sousa, poetessa mozambicana (n. 1926)
- 2002 - Mario Castellacci, giornalista, scrittore e commediografo italiano (n. 1924)
- 2003 - Mario Bo, calciatore italiano (n. 1912)
- 2003 - Dezső Lemhényi, pallanuotista ungherese (n. 1917)
- 2003 - Georges Moreel, calciatore francese (n. 1924)
- 2003 - Ruggero Puletti, politico, saggista e storico della letteratura italiano (n. 1924)
- 2004 - Mahmut Atalay, lottatore turco (n. 1934)
- 2004 - Kevin William Barden, arcivescovo cattolico e missionario irlandese (n. 1908)
- 2004 - Willem Duyn, cantante olandese (n. 1937)
- 2004 - Carl Esmond, attore austriaco (n. 1902)
- 2004 - Amilcare Lunardelli, politico italiano (n. 1912)
- 2004 - June Maston, velocista australiana (n. 1928)
- 2004 - Sergio Mocellini, bobbista italiano (n. 1936)
- 2004 - Elena Souliotis, soprano greco (n. 1943)
- 2004 - Svend Wad, pugile danese (n. 1928)
- 2004 - Ronald Keith Williamson, giocatore di baseball statunitense (n. 1953)
- 2005 - Pietro Bonetto, arbitro di calcio italiano (n. 1921)
- 2005 - Gregg Hoffman, produttore cinematografico statunitense (n. 1963)
- 2005 - Gloria Lasso, cantante spagnola (n. 1922)
- 2005 - Bianca Lattuada, produttrice cinematografica italiana (n. 1912)
- 2005 - Agostino Miliani, cestista italiano (n. 1920)
- 2006 - Joseph Ki-Zerbo, politico e storico burkinabé (n. 1922)
- 2006 - Len Sutton, pilota automobilistico statunitense (n. 1925)
- 2006 - Adam Williams, attore statunitense (n. 1922)
- 2007 - Boško Antić, allenatore di calcio e calciatore jugoslavo (n. 1944)
- 2007 - Mario Didò, sindacalista e politico italiano (n. 1926)
- 2007 - Zara Doluchanova, mezzosoprano sovietico (n. 1918)
- 2007 - Pimp C, rapper e produttore discografico statunitense (n. 1973)
- 2007 - Giuseppe Radole, organista, musicologo e compositore italiano (n. 1921)
- 2007 - Chip Reese, giocatore di poker statunitense (n. 1951)
- 2008 - Forrest J. Ackerman, scrittore di fantascienza, curatore editoriale e giornalista statunitense (n. 1916)
- 2008 - Emilio Rossi, giornalista e scrittore italiano (n. 1923)
- 2008 - Richard Van Allan, basso inglese (n. 1935)
- 2008 - Marlyn Meltzer, programmatrice statunitense (n. 1922)
- 2009 - Zdenek Ceplecha, astronomo ceco (n. 1929)
- 2009 - Mary Curtis Verna, soprano statunitense (n. 1921)
- 2009 - Luciano Guarnieri, pittore italiano (n. 1930)
- 2009 - Carlo Piantoni, insegnante italiano (n. 1925)
- 2009 - Willy Simons, pallanuotista belga (n. 1917)
- 2009 - Vjačeslav Vasil'evič Tichonov, attore russo (n. 1928)
- 2009 - Stephen Toulmin, filosofo britannico (n. 1922)
- 2009 - Umaga, wrestler samoano americano (n. 1973)
- 2010 - Roger Boury, calciatore francese (n. 1925)
- 2010 - Lia Dorana, cabarettista, cantante e attrice olandese (n. 1918)
- 2010 - Vittorio Grevi, giurista e editorialista italiano (n. 1942)
- 2010 - Alfeo Grignani, arbitro di calcio italiano (n. 1924)
- 2010 - King Curtis Iaukea, wrestler statunitense (n. 1937)
- 2010 - George Nelmark, cestista statunitense (n. 1917)
- 2011 - Dev Anand, attore e regista indiano (n. 1923)
- 2011 - Mary Ellen Avery, pediatra statunitense (n. 1927)
- 2011 - Antonio Barone, fisico italiano (n. 1939)
- 2011 - Marion Dougherty, casting director statunitense (n. 1923)
- 2011 - Matti Yrjänä Joensuu, scrittore finlandese (n. 1948)
- 2011 - Sonia Pierre, avvocatessa e attivista dominicana (n. 1963)
- 2011 - Sócrates, calciatore brasiliano (n. 1954)
- 2011 - Hubert Sumlin, chitarrista e cantante statunitense (n. 1931)
- 2011 - Yngrid de Brito Cabral, cestista brasiliana (n. 1975)
- 2012 - Vasilij Ivanovič Belov, scrittore e politico sovietico (n. 1932)
- 2012 - Jean Bollack, filosofo, filologo e storico della filosofia francese (n. 1923)
- 2012 - Jack Brooks, politico statunitense (n. 1922)
- 2012 - Miguel Calero, calciatore colombiano (n. 1971)
- 2012 - Besse Cooper, supercentenaria e insegnante statunitense (n. 1896)
- 2012 - Massimo Giustetti, vescovo cattolico italiano (n. 1926)
- 2012 - Jonathan Harvey, compositore britannico (n. 1939)
- 2012 - Alfredo Abon Lee, militare cubano (n. 1927)
- 2012 - Robert Monclar, cestista francese (n. 1930)
- 2012 - Claudio Mussato, politico e avvocato italiano (n. 1944)
- 2013 - McDonald Bailey, velocista britannico (n. 1920)
- 2013 - Henry Cubitt, IV barone Ashcombe, nobile inglese (n. 1924)
- 2013 - Sandro Fontana, politico italiano (n. 1936)
- 2014 - Sitamadji Allarassem, calciatore ciadiano (n. 1988)
- 2014 - Claudia Emerson, poetessa statunitense (n. 1957)
- 2014 - Takeo Kamachi, tiratore a segno giapponese (n. 1936)
- 2014 - Gavril Nagy, pallanuotista rumeno (n. 1932)
- 2014 - Raffaele Piras, lunghista italiano (n. 1942)
- 2014 - Jeremy Thorpe, politico britannico (n. 1929)
- 2015 - Jaime Camino, regista e sceneggiatore spagnolo (n. 1936)
- 2015 - Eric De Vlaeminck, ciclocrossista, ciclista su strada e pistard belga (n. 1945)
- 2015 - Edwin Gordon, teorico della musica e musicista statunitense (n. 1927)
- 2015 - Robert Loggia, attore statunitense (n. 1930)
- 2015 - Pietro Pala, politico italiano (n. 1927)
- 2016 - Giuseppe Giannola, militare italiano (n. 1917)
- 2016 - Gotlib, fumettista francese (n. 1934)
- 2016 - Ferreira Gullar, scrittore, poeta e sceneggiatore brasiliano (n. 1930)
- 2016 - Margaret Whitton, attrice statunitense (n. 1949)
- 2017 - 'Ali 'Abd Allah Saleh, politico e militare yemenita (n. 1942)
- 2017 - Armenak Alačačjan, cestista e allenatore di pallacanestro sovietico (n. 1930)
- 2017 - Robert Alt, bobbista svizzero (n. 1927)
- 2017 - Henning Jensen, calciatore danese (n. 1949)
- 2017 - Shashi Kapoor, attore e regista indiano (n. 1938)
- 2017 - Christine Keeler, modella e showgirl britannica (n. 1942)
- 2017 - Manuel Marín, politico spagnolo (n. 1949)
- 2017 - Annette Page, danzatrice britannica (n. 1932)
- 2018 - Nelson Díaz, calciatore uruguaiano (n. 1942)
- 2018 - Selma Engel-Wijnberg, superstite dell'Olocausto olandese (n. 1922)
- 2018 - Franco Morozzo Della Rocca, magistrato italiano (n. 1927)
- 2018 - Nh. Dini, scrittrice e attivista indonesiana (n. 1936)
- 2018 - Giovanni Ranalli, politico e sindacalista italiano (n. 1924)
- 2019 - Javier Aguirre, regista, sceneggiatore e direttore della fotografia spagnolo (n. 1935)
- 2019 - Urbano Aletti, politico e banchiere italiano (n. 1923)
- 2019 - Leonard Goldberg, produttore televisivo e produttore cinematografico statunitense (n. 1934)
- 2019 - Ján Eugen Kočiš, vescovo cattolico slovacco (n. 1926)
- 2019 - Rosa Morena, cantante e attrice spagnola (n. 1941)
- 2019 - Tetsu Nakamura, medico giapponese (n. 1946)
- 2020 - Franco Bolignari, cantante italiano (n. 1929)
- 2020 - David Lander, attore e doppiatore statunitense (n. 1947)
- 2020 - François Leterrier, regista e attore francese (n. 1929)
- 2020 - Antonin Jaroslav Liehm, critico letterario, traduttore e attivista ceco (n. 1924)
- 2020 - Suhaila Siddiq, politica, medico e militare afghana (n. 1938)
- 2020 - Kinuko Tanida, pallavolista giapponese (n. 1939)
- 2021 - Piero Baldini, attore, regista e doppiatore italiano (n. 1939)
- 2021 - Martha De Laurentiis, produttrice cinematografica statunitense (n. 1954)
- 2021 - Gertraud Jesserer, attrice austriaca (n. 1943)
- 2021 - Jiménez, calciatore spagnolo (n. 1941)
- 2021 - Paul Lannoye, politico belga (n. 1939)
- 2022 - Nick Bollettieri, allenatore di tennis statunitense (n. 1931)
- 2022 - Horst Faber, pattinatore artistico su ghiaccio tedesco (n. 1921)
- 2022 - Manuel Göttsching, chitarrista e compositore tedesco (n. 1952)
- 2022 - Edouard Mununu Kasiala, vescovo cattolico della Repubblica Democratica del Congo (n. 1936)
- 2022 - Patrick Tambay, pilota automobilistico, telecronista sportivo e politico francese (n. 1949)
- 2023 - Juanita Castro, attivista e agente segreta cubana (n. 1933)
- 2023 - Stefano Menicacci, politico e avvocato italiano (n. 1931)
- 2023 - Josef Vacenovský, calciatore cecoslovacco (n. 1937)
- 2024 - Eugenio Borgna, psichiatra e saggista italiano (n. 1930)
- 2024 - Chiung Yao, scrittrice taiwanese (n. 1938)
- 2024 - Joseph Corozzo, mafioso statunitense (n. 1942)
- 2024 - Lucien Kassi-Kouadio, calciatore ivoriano (n. 1963)
- 2024 - Dante Mircoli, calciatore e allenatore di calcio italiano (n. 1947)
- 2024 - Ricardo Yearwood, cestista panamense (n. 1970)
- 2024 - Tony Young, calciatore inglese (n. 1952)
- 2024 - Brigitta di Svezia, principessa svedese (n. 1937)